# Treffpunkt Erasmus
Treffpunkt Erasmus ist ein deutsch-niederländischer Dokumentarfilm von Annet Betsalel über den ostdeutschen Illustrator Werner Klemke, der als Wehrmachtssoldat mit gefälschten Dokumenten ca. 300 Juden vor der Deportation bewahrte. Der Film hatte seine Premiere im Mai 2015 beim 21. Jüdischen Filmfestival Berlin & Potsdam und startete am 27. August 2015 in den Kinos.

## Inhalt
Die niederländische Dokumentarfilmerin Annet Betsalel entdeckte im Jahr 2011 – also 17 Jahre nach dem Tod Klemkes – im Gemeindearchiv der Synagoge Bussum durch Zufall Dokumente, Fotos und Briefe, die Klemkes zeitlebens gehütetes Geheimnis preisgaben.
Zusammen mit seinem Freund und Kameraden Johannes Gerhardt kam Klemke über das Amsterdamer Antiquariat Erasmus in Kontakt mit Mels de Jong und Eva van Perlstein, deren Vater der jüdische Großunternehmer Sam van Perlstein war. Klemke, der als Wehrmachtssoldat bei einem Besuch in Amsterdam zufällig Zeuge der „Zentralreinigung des großen Ghettos“ geworden war, verschaffte der Familie durch Fälschungen eine arische Identität, sodass sie den gelben Stern ablegen konnten und ihr Vermögen zurückbekamen. Dieses investierten sie fortan darin, NS-Verfolgte zu verstecken und so vor der Deportation zu schützen. Klemke unterstützte das Netzwerk mit Taufurkunden, Pässen und Lebensmittelkarten, die das Überleben der versteckten Juden sicherten.

## Kritik
Julia Teichmann schrieb im Filmdienst, der „aus Archivmaterial und teilweise animierten Illustrationen Klemkes spannend gestaltete Film beschränkt sich nicht auf die unbekannte Episode aus dem Leben des Künstlers, sondern zeichnet auch sein Leben und Wirken nach 1945 als sehr erfolgreicher Illustrator und Hochschullehrer in der DDR nach“.
In der Berliner Zeitung urteilte Cornelia Geißler, der Film zeichne „warmherziges Porträt des Mannes, der als öffentliche Person eher zurückhaltend auftrat“ und von seinen Studenten für „seinen Weitblick in einem Umfeld von Engstirnigkeit“ geschätzt wurde. Durch die Berichte von Klemkes Kindern entstehe ein „anderes Bild, als es der Durchschnittsbürger in der DDR haben konnte“. Darüber hinaus leiste Betsalel einen wesentlichen Beitrag, Klemkes „Werk vor dem Vergessen zu bewahren“.